# Фрейбергит
Фрейбергит — минерал из класса сульфосолей, относится к группе тетраэдрита. Образует изоморфные ряды с тетраэдритом и аргентотеннантитом. Впервые описан в серебряных рудниках Фрайберга (Саксония, Германия) в 1853 году. Растворим в азотной кислоте. Кристаллы фрейбергита встречаются редко, они имеют тетраэдрическую форму; обычно представлен в виде массивных или тонкозернистых агрегатов.

## Кристаллография
| Точечная группа             | 4 3m — Hextetrahedral                                        |
| Пространственная группа     | I4 3m                                                        |
| Сингония                    | Кубическая                                                   |
| Параметры ячейки            | a = 10,56Å                                                   |
| Число формульных единиц (Z) | 2                                                            |
| Объем элементарной ячейки   | V 1,177.58 Å³ (рассчитано по параметрам элементарной ячейки) |

## Химический состав
| Химический элемент | %     |
| ------------------ | ----- |
| Железо             | 3,47  |
| Медь               | 11,86 |
| Серебро            | 40,25 |
| Сурьма             | 18,93 |
| Мышьяк             | 3,88  |
| Сера               | 21,60 |